# كريستيان دنيس
كريستيان دنيس (بالإنجليزية: Kristian Dennis) (12 مارس 1990 بمانشستر في المملكة المتحدة - ) هو لاعب كرة قدم بريطاني في مركز الهجوم. لعب مع ستوكبورت كونتي وماكليسفيلد تاون وأشتون يونايتد وCurzon Ashton F.C. ‏ ونادي موسلي ‏ وStockport Sports F.C. ‏.

## وصلات خارجية
- كريستيان دنيس على موقع قاعدة بيانات كرة القدم.إي يو (الإنجليزية)
- كريستيان دنيس على موقع Soccerbase.com (لاعب) (الإنجليزية)
- كريستيان دنيس على موقع Soccerway.com (الإنجليزية)